# Dadu (affluent de la Min)
Pour les articles homonymes, voir Dadu.
La Dadu  (chinois : 大渡河 ; pinyin : dàdù hé, tibétain : རྒྱ་མོ་རྔུལ་ཆུ, Wylie : rgyal rong rgyal mo rngul chu) est un affluent du fleuve Min qui coule dans la province chinoise du  Sichuan en Chine. Elle est également appelée rivière Tatu.

## Caractéristiques
La Dadu a une longueur de 1 155 km avec un bassin versant d'une superficie de 92 000 km2.

## Histoire
Le traité de paix sino-tibétain signé en 783 dans l'actuel Xian de Qingshui priva la Chine des territoires à l'ouest de la rivière Dadu. Il n'empêcha pas les hostilités entre la Chine et l'Empire tibétain de reprendre trois ans plus tard.
La rivière est traversée par le pont de Luding, un pont historiquement important. Il fut le site d'une célèbre bataille qui opposa l’Armée rouge chinoise du Parti communiste de Mao Zedong à l'Armée nationale révolutionnaire du Parti nationaliste de Tchang Kaï-chek durant la longue marche.
Le tremblement de terre de Kangding Louding en juin 1786 entraîna un glissement de terrain qui affaiblit un barrage sur la rivière. Dix jours plus tard, le 10 juin 1786, le barrage se rompit et l'inondation qui en résulta s'étendit sur 1 400 km, tuant en aval 100 000 personnes. Ce désastre fut la deuxième catastrophe la plus mortelle[Quoi ?]. 
Une chanson de la Comédie musicale L'Orient est rouge est intitulée « à travers la rivière Dadu ».

## Aménagements
Plusieurs barrages de très grande taille ont été construits sur le fleuve au cours de la décennie 2010 : Pubugou (3300 MW) inauguré en 2010, Houziyan (2600 MW) en 2016, Changheba  (2600 MW) en 2016, Shuangjiangkou  (2000 MW) en 2020.
| Désignation               | Région ou province | Cours d'eau | Hauteur | Puissance installée (MW) | Production annuelle (TWh/an) | Type de barrage                                 | Capacité de stockage | Date achèvement | Notes |
| ------------------------- | ------------------ | ----------- | ------- | ------------------------ | ---------------------------- | ----------------------------------------------- | -------------------- | --------------- | ----- |
| Barrage de Changheba      | Sichuan            | Dadu        | 240 m   | 2 600 mégawatts          | 10,8                         | Barrage en remblai rocheux avec masque en béton | 1 075 000 000 m3     | 2016            | [ 3 ] |
| Barrage de Dagangshan     | Sichuan            | Dadu        | 210 m   | 2 600 mégawatts          | 11,43                        | Barrage-voûte                                   | 724 000 000 m3       | 2014            | [ 4 ] |
| Barrage de Houziyan       | Guizhou            | Dadu        | 223,5 m | 1 700 mégawatts          | 7,4                          | Barrage en remblai                              | 662 000 000 m3       | 2017 (?)        | [ 5 ] |
| Barrage de Pubugou        | Sichuan            | Dadu        | 186 m   | 3 300 mégawatts          | 14,6                         | Barrage en remblai rocheux avec masque en béton | 5 390 000 000 m3     | 2010            | [ 6 ] |
| Barrage de Shuangjiangkou | Sichuan            | Dadu        | 312 m   | 2 000 mégawatts          |                              | Barrage en remblai (roches)                     | 3 135 000 000 m3     | 2020            | [ 7 ] |

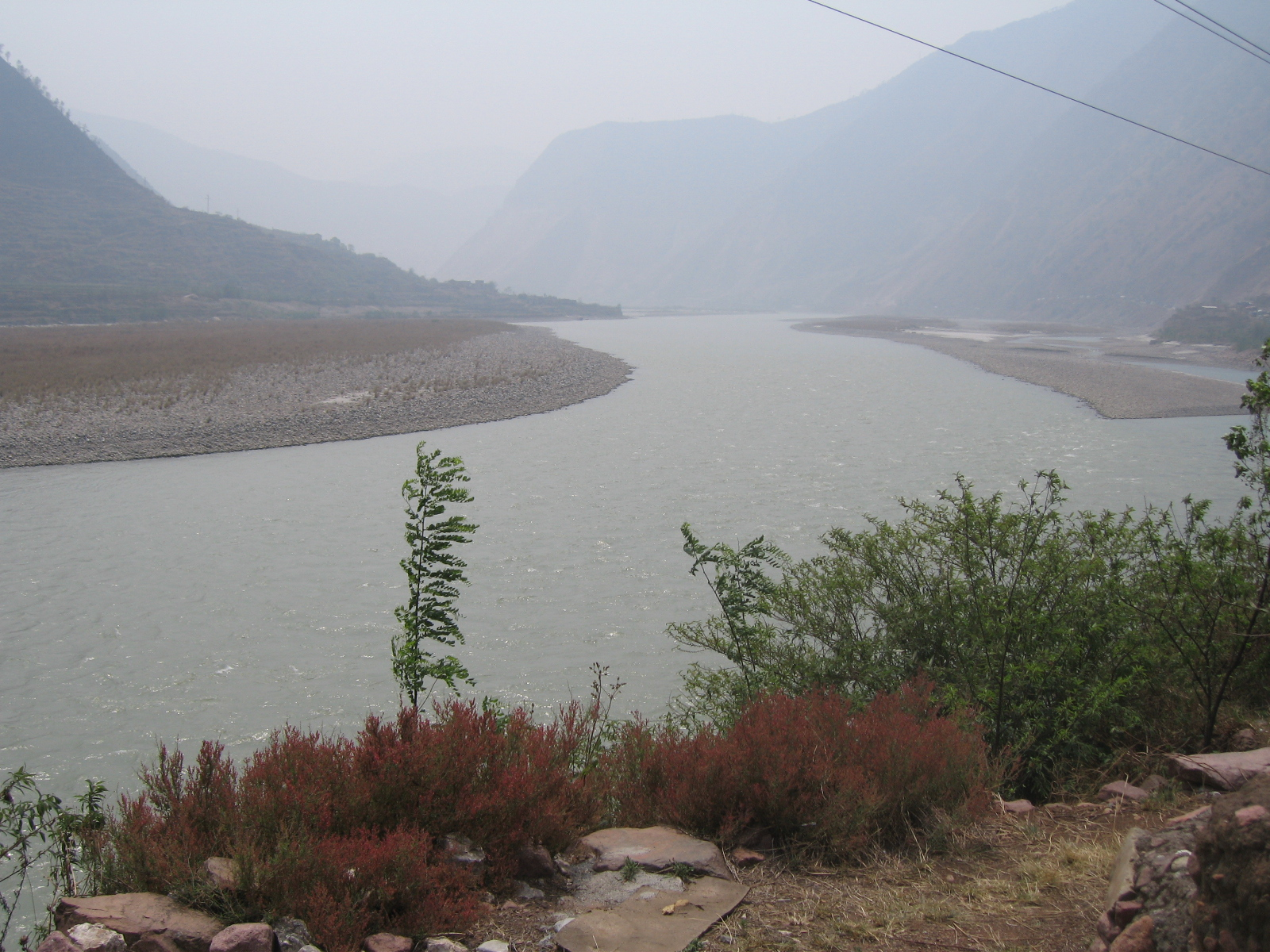
La rivière Dadu près de Hanyuan
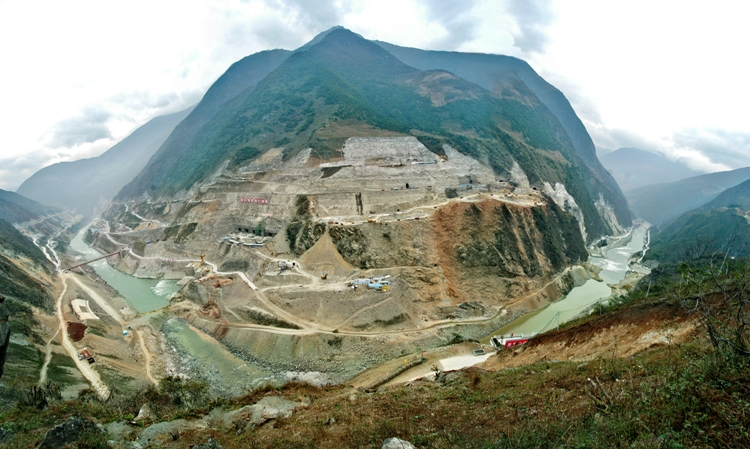
Construction du barrage de Pubugou